# Bittacomorphella esakii
Bittacomorphella esakii är en tvåvingeart som beskrevs av Tokunaga 1938. Bittacomorphella esakii ingår i släktet Bittacomorphella och familjen glansmyggor. Inga underarter finns listade i Catalogue of Life.